# Sexueller Missbrauch
Sexueller Missbrauch bezeichnet sexuelle Handlungen mit Minderjährigen oder erwachsenen, besonders gefährdeten Personen (z. B. Kranke, Behinderte, Hilfsbedürftige, Gefangene, Patientinnen bzw. Patienten, die sich in Psychotherapie befinden), die generell oder unter bestimmten Umständen (siehe unten) auch mit Einverständnis des Betroffenen als Vergehen oder Verbrechen strafbar sind. Vor allem der schwere sexuelle Missbrauch von Kindern und der sexuelle Missbrauch von Kindern mit Todesfolge werden in Deutschland als Verbrechen eingestuft.
In Deutschland werden seit 10. November 2016 Taten, die bis dahin als sexueller Missbrauch widerstandsunfähiger Personen bestraft wurden, als sexueller Übergriff bzw. Vergewaltigung bestraft.

## Vorbeugung
Vorbeugung muss im Idealfall sowohl bei den potenziellen Opfern, wie auch bei den potenziellen Tätern ansetzen. Während Präventionsarbeit mit potenziellen Tätern vermutlich nur langfristig zum Erfolg führt, können auf Seiten der Kinder kurzfristig Erfolge erzielt werden. Durch eine umfassende Sexualerziehung, die speziell auf das Thema des sexuellen Missbrauchs eingeht, kann entwicklungsorientiert Aufklärung betrieben werden. Ebenso können soziale Kompetenzen entwickelt werden. In Berufen, in denen Erwachsene oft mit Kindern oder Behinderten in Kontakt stehen, gibt es Kurse, welche sich an potenzielle Täter richten.
Präventionsarbeit kann in Form von Elternbildung durch Lehrkräfte sowie Erzieherinnen und Erzieher an Elternabenden geschehen. Hierdurch kann der Mangel an seriösen Informationen zum sexuellen Missbrauch behoben werden. Ebenso können dort Präventionsmaterialien eingesetzt werden, die das Erziehungsverhalten der Eltern (z. B. Nein-Sagen) reflektieren. Enttabuisierung des Themas „sexueller Missbrauch“ kann den Opfern helfen, über erlittene sexuelle und körperliche Gewalt zu reden. Dies mindert Hemmnisse und hilft den Kindern, ihre Sprachlosigkeit und Schuldgefühle zu überwinden. Zusätzlich verschiebt eine Atmosphäre der Offenheit und Klarheit das Machtungleichgewicht zugunsten der Opfer und schreckt Täter ab.
Der Soziologe David Finkelhor, der 1984 eine umfangreiche Studie zur Wirksamkeit von Präventionsprogrammen durchführte, wies darauf hin, dass Maßnahmen, die lediglich auf Information und Aufklärung setzen, nicht wirken. Als erfolgreich erwiesen sich in der Studie hingegen solche Programme, in denen zusätzlich die emotionalen und sozialen Fähigkeiten der Kinder geschult wurden. Die an amerikanischen Grundschulen weithin gelehrte Unterscheidung von good touch und bad touch („gute“ und „schlechte Berührung“) ist für Kinder nur dann von Nutzen, wenn sie ein gutes Verständnis ihrer eigenen Gefühle besitzen und sicher identifizieren können, was sich nicht gut anfühlt. Durch verschiedene Ansätze können Opfer dazu ermutigt werden, entweder das Vergehen selber abzuwehren oder später den Mut zu finden, den Täter anzuzeigen.
Während der Konferenz über sexuelle Gewalt in Kriegen 2014 formulierte die UN-Sonderbotschafterin Angelina Jolie: „Die Schande muss beim Täter liegen, nicht bei den Opfern“.
Eine konkrete Maßnahme, die Betroffene zur Vorbeugung fordern, sind abschließbare Behausungen in Flüchtlingslagern (Hima Ali Adan von der Gruppe „Save Somali Women and Children in Mogadishu“).
Hilfreiche Grundsätze in der Präventionsarbeit:
- Alle Menschen sollen ernst genommen werden. Wenn jemand „nein“ sagt, dann ist es auch ein Nein. Besonders Kindern wird so klargemacht, dass Erwachsene nicht alles tun dürfen und dass Erwachsene nicht immer überlegen sind.
- In Familien und anderen Gruppen von Menschen wird der gegenseitige Respekt vorgelebt. Niemand soll sich um der „Bravheit willen“ unterwürfig verhalten.
- Sexualität und körperbezogene Themen sollen offen gelebt und besprochen werden. Der eigene Körper gilt als wertvoll und schön.
- Beratungsangebote seitens sozialer Institutionen im Vorfeld einer intensiven professionellen Beziehung, wie Therapie, gesetzliche Betreuung oder Beratungsbeziehung, die mit einem Machtgefälle verbunden sind, sollten verstärkt angeboten werden. Die Wahrnehmung von Supervision sollte als Qualitätskriterium seitens sozialer Einrichtungen als auch von Berufsverbänden installiert werden.[7]

Eine tiefgreifendere Vorbeugung ist die Therapie von Opfern, da sie später manchmal selbst zu Tätern werden können.

## Begriff
Das Wort Missbrauch trägt ursprünglich zwei Bedeutungen: disperditio (lat. für Verderbnis, Zugrunderichtung) und abusus (lat. für Verbrauch, Ausnutzung, uneigentlicher Gebrauch). Unter einem sexuellen (geschlechtlichen) Missbrauch ist demnach kein „verkehrter“ oder „uneigentlicher“ Gebrauch als Ausnutzung (abusus), sondern eine grundsätzlich als verfehlt und falsch zu bezeichnende Handlungs- und Ausübungsweise menschlicher Sexualität als Verderbnis und Zugrunderichtung zu begreifen. Die Bezeichnung Kindesmissbrauch wird häufig kritisiert, da er nach heutigem Sprachverständnis zu implizieren scheint, dass es eine Möglichkeit des Gebrauches von Kindern gebe.
In der Sozialwissenschaft wird der Begriff Missbrauch oft auf Handlungen ausgedehnt, die nicht strafbar sind, aber moralisch verurteilt werden. Psychologisch wird als Missbrauch verstanden, wenn eine Handlung das Opfer in seiner Integrität verletzt und ihm psychischen Schaden zufügt. Die Ebenen juristischer, sittenmoralischer und psychologischer Bewertung müssen dabei nicht zwangsläufig übereinstimmen, sondern können sich im Einzelfall auch widersprechen.
Der Begriff des Missbrauchs von Personen wird im Bereich des Strafrechts kritisiert. Für Thomas Fischer impliziert die Bezeichnung, dass von einer grundsätzlichen Befugnis im Einzelfall unzulässig Gebrauch gemacht werde, was eine überholte und unverständliche Perspektive sei. Der Sexualtäter missbrauche vielmehr seine soziale, physische und psychische Dominanz oder eine bestimmte Zugangsmöglichkeit zu den Kindern oder anderen, besonders schutzbedürftigen Personengruppen.
In der sozialwissenschaftlichen Literatur, in Bereichen der Arbeit mit den Opfern und in psychologischen Zusammenhängen wird auch die Bezeichnung sexuelle Gewalt oder konkreter sexualisierte Gewalt benutzt. Der Begriff sexualisiert soll aussagen, dass Gewaltaspekte nicht ihren Ursprung in der Sexualität haben, jedoch hier mittels sexueller Handlungen zum Ausdruck gebracht werden. Machtmissbrauch und narzisstischer Missbrauch sind von der Beziehungsstruktur her gesehen Teile des sexuellen Missbrauchs.

## Ähnliche Begriffe
Es gibt zahlreiche weitere Bezeichnungen neben dem Begriff sexueller Missbrauch, die in der Literatur nebeneinander oder auch synonym verwendet werden. Sehr unterschiedliche Definitionsansätze führen zu einem Begriffs- und Definitionswirrwarr:
- Sexuelle bzw. sexualisierte Gewalt[11], sexuelle Ausbeutung, sexuelle Misshandlung, „Seelenmord“, sexuelle Belästigung.

Bis heute existieren außer der rechtlichen Definition keine allgemein gültigen Definitionen. Um die Begriffe dennoch zu definieren oder abzugrenzen, werden zahlreiche mehr oder weniger strittige Abgrenzungsmerkmale verwendet.
Insbesondere in feministischen Zusammenhängen wird meist von „sexuellem Missbrauch an Menschen“ gesprochen. Dies soll der von den diesen Begriff bevorzugenden Kreisen gesehenen Problematik abhelfen, dass durch den Begriff sexueller Missbrauch eine Zuweisung eines Objektstatus erfolge. Um der nach dieser Ansicht bestehenden Problematik Abhilfe zu schaffen, dass der Begriff des sexuellen Missbrauchs die Perspektive der missbrauchten Menschen ignoriere, wird teilweise von „sexualisiertem Missbrauch an Menschen“ gesprochen.
Einige missbrauchte Menschen lehnen die Selbstkategorisierung als „missbraucht“ ab, denn sie bedeutet nach ihrem Verständnis zuzugestehen, dass es dem „missbrauchenden“ Menschen gelungen sei, sie zu einem Gegenstand zu machen, der sie nie – auch während der Tat nicht – gewesen seien. Für diese Menschen und solche, die ihre Sichtweise teilen, kommen als mögliche Alternativbezeichnungen unter anderem in Frage sexualisierte Misshandlung, sexualisierte Gewalt und sexuelle Ausbeutung.

## Strafrechtliche Sanktionierung

### Rechtslage in der Bundesrepublik Deutschland
Der Begriff „Sexueller Missbrauch“ als solcher entspricht keinem konkreten Straftatbestand. Das durch die Bestimmungen des deutschen Strafgesetzbuchs geschützte Rechtsgut ist die sexuelle Selbstbestimmung. Diese kann durch die Missbrauchshandlung grundsätzlich in zweierlei Weise verletzt werden: Zum einen kann eine Handlung gegen oder ohne den Willen des Opfers vorgenommen werden, zum anderen kann eine Handlung scheinbar einvernehmlich vorgenommen werden, wobei der Täter jedoch dieses scheinbare Einvernehmen unter Ausnutzung der fehlenden Einwilligungskompetenz des Opfers oder einer besonderen Beziehung zu seinem Opfer herbeiführt.

#### Handlungen gegen den Willen des Opfers
Das Handeln gegen den Willen des Opfers unter Anwendung von Gewalt, Drohung mit gegenwärtiger Gefahr für Leib oder Leben oder unter Ausnutzung einer schutzlosen Lage stellt in der Terminologie des deutschen Strafrechts eine sexuelle Nötigung dar (vgl. § 177 Abs. 5 StGB); Handlungen gegen den erkennbaren Willen des Opfers ohne die zuletzt genannten Voraussetzungen sind als sexueller Übergriff nach § 177 Abs. 1 StGB strafbar, Handlungen unter Ausnutzung der fehlenden oder erheblich eingeschränkten Fähigkeit des Opfers, einen entgegenstehenden Willen zu bilden oder zu äußern, unter Ausnutzung eines Überraschungsmoments oder Ausnutzung eines bei Widerstand drohenden empfindlichen Übels oder Nötigung durch Drohung mit einem empfindlichen Übel als sexueller Übergriff nach § 177 Abs. 2 StGB. Bei Vollzug des Beischlafs oder ähnlichen sexuellen Handlungen, „insbesondere, wenn sie mit einem Eindringen in den Körper verbunden sind“ (§ 177 Abs. 6 Nr. 1 StGB) liegt eine Vergewaltigung vor. Während die Vergewaltigung in vielen Rechtsordnungen (früher auch in Deutschland) einen eigenen Straftatbestand darstellt, hat der deutsche Gesetzgeber im 33. Strafrechtsänderungsgesetz 1997 die Konzeption gewählt, dass die Vergewaltigung einen besonders schweren Fall der sexuellen Nötigung (bzw. seit dem 50. Strafrechtsänderungsgesetz 2016 auch des sexuellen Übergriffs) darstellt.
Verursacht der Täter durch einen sexuellen Übergriff oder eine sexuelle Nötigung oder Vergewaltigung wenigstens leichtfertig den Tod des Opfers, sieht der Qualifikationstatbestand des § 178 StGB eine Freiheitsstrafe von nicht unter zehn Jahren oder lebenslange Freiheitsstrafe vor.

#### Ausnutzungstatbestände
Zu der zweiten Gruppe zählen zunächst diejenigen Tatbestände, in denen das Opfer wegen jugendlichen Alters nicht in der Lage ist, die Bedeutung einer Einwilligung in die Vornahme sexueller Handlungen zu erfassen und danach zu handeln.
Sexueller Missbrauch von Kindern bezeichnet sexuelle Handlungen an oder mit einem Kind. Als Kinder werden in Deutschland Personen bis zur Vollendung des 14. Lebensjahres verstanden (siehe auch § 176 StGB). In anderen Staaten versteht man darunter Personen bis mindestens zur Vollendung des 12. und höchstens bis zur Vollendung des 18. Lebensjahres (siehe Schutzalter). Im Jahre 2003 hat der Europäische Gerichtshof für Menschenrechte entschieden, dass in den Ländern, in denen die Rechtsprechung des Gerichtshofes Gültigkeit hat, das sexuelle Selbstbestimmungsrecht zur Folge habe, dass es konventionswidrig sei, wenn einem österreichischen Homosexuellen die Entfaltung seiner sexuellen Wünsche verwehrt wird, die Schutzaltersgrenzen bei Heterosexuellen aber niedriger sei (damals betrug in Österreich die Schutzaltersgrenze bei homosexuellen Handlungen 18 Jahre, für heterosexuelle Handlungen 14 Jahre).
Sexueller Missbrauch von Jugendlichen bezeichnet sexuelle Handlungen meist Erwachsener mit Jugendlichen, die unter Ausnutzung einer Zwangslage oder gegen Entgelt stattfinden oder wenn die Fähigkeit zur sexuellen Selbstbestimmung des Jugendlichen fehlt und der Erwachsene dieses ausnutzt. Als Jugendliche gelten weithin Personen im Alter von 14 bis 17 Jahren, wobei die Altersbereiche bezüglich der Strafbarkeit in Deutschland feiner aufgegliedert werden (siehe auch § 182 StGB).
Sexueller Missbrauch von Schutzbefohlenen bezeichnet sexuelle Handlungen einer Person mit Minderjährigen, wenn zwischen der Person und dem Minderjährigen ein Erziehungs-, Ausbildungs- oder Betreuungsverhältnis bzw. Dienst- oder Arbeitsverhältnis besteht oder es sich bei dem Minderjährigen um einen leiblichen oder rechtlichen Abkömmling des Täters, seines Ehe- oder Lebenspartners oder einer mit ihm in eheähnlicher oder lebenspartnerschaftsähnlicher Gemeinschaft lebenden Person handelt. Dies ist in Deutschland durch § 174 StGB unter Strafe gestellt.
Wird eine Lehrkraft einer staatlichen Schule des sexuellen Missbrauchs verdächtigt, ist die Schulleitung verpflichtet, die Schulaufsicht zu informieren. Die Schulleiter privater Schulen sind hingegen in den meisten Bundesländern nicht verpflichtet, die Schulaufsicht bzw. die Bezirksregierung zu informieren, sondern haben normalerweise nur dem Träger der Schule Meldung zu geben. Allerdings sind Privatschulen in Nordrhein-Westfalen zur Meldung an die Bezirksregierung verpflichtet.
Vergleichbar in der Schweiz sind sexuelle Handlungen mit Abhängigen (Art. 188 StGB) und Ausnützung einer Notlage (Art. 193 Abs. 1 StGB).

#### Sexueller Missbrauch unter Ausnutzung einer besonderen Stellung
Im Berufsleben bzw. Rechtsleben kann es zu einer Vielzahl von Über- und Unterordnungsverhältnissen kommen, die teilweise für den Unterlegenen so erheblich sind, dass eine selbstbestimmte Einwilligung in die Vornahme sexueller Handlungen nicht mehr angenommen werden kann. Daher sind sexuelle Handlungen innerhalb bestimmter Beziehungen generell strafbewehrt, wenn sie unter Ausnutzung einer derartigen Stellung erfolgen. Dies gilt daher auch bei gegenseitiger Zustimmung. Im Einzelnen sind hier zu nennen:
Sexueller Missbrauch von Gefangenen, behördlich Verwahrten oder Kranken und Hilfsbedürftigen in Einrichtungen nach § 174a StGB sieht für denjenigen, der sexuelle Handlungen mit einer „gefangenen oder auf behördliche Anweisung verwahrten“ Person, „die ihm zur Erziehung, Ausbildung, Beaufsichtigung oder Betreuung anvertraut ist“ vornimmt, Freiheitsstrafe von drei Monaten bis zu fünf Jahren vor. Eine konkrete Abhängigkeit ist zwar nicht erforderlich, ein Missbrauch kann aber auch nicht allein aus dem Obhutsverhältnis abgeleitet werden. Bei der Beurteilung sind vielmehr die Umstände des Einzelfalles zu berücksichtigen.
Wegen Missbrauchs unter Ausnutzung einer Amtsstellung nach § 174b StGB wird derjenige mit Freiheitsstrafe von drei Monaten bis zu fünf Jahren bestraft, der als Amtsträger zur Mitwirkung an einem Strafverfahren oder einem auf eine freiheitsentziehende Maßnahme abzielenden Verfahren berufen ist und „unter Missbrauch“ einer durch dieses Verfahren bestimmten Abhängigkeit die Vornahme sexueller Handlungen herbeiführt.
Missbrauch unter Ausnutzung eines Beratungs-, Behandlungs- oder Betreuungsverhältnisses nach § 174c StGB schließlich sanktioniert sexuelle Handlungen, die im Rahmen eines qualifizierten Behandlungsverhältnisses, zum Beispiel zwischen Ärztin bzw. Arzt und Patientin bzw. Patient vorgenommen werden. Bis 2004 unterfielen dem Tatbestand nur sexuelle Handlungen mit Patienten einer Psychotherapie und mit psychisch oder seelisch kranken Patientinnen bzw. Patienten, zum Beispiel im Rahmen einer ärztlichen Therapie. Seitdem unterfallen auch sexuelle Handlungen mit körperlich kranken Patientinnen bzw. Patienten dem Tatbestand. Die Bundesärztekammer und die Landesärztekammern sowie der Berufsverband deutscher Psychologinnen und Psychologen heben hervor, dass dies auch bei Zustimmung des Patienten der Fall ist.
Das bedeutet jedoch nicht, dass jede sexuelle Handlung innerhalb eines Behandlungsverhältnisses automatisch als sexueller Missbrauch gewertet wird. Nach einem Beschluss des Bundesgerichtshofs ist relevant, ob die Autoritäts- oder Vertrauensstellung in einem Behandlungsverhältnis von dem Behandelnden dazu ausgenutzt wird, um sexuelle Handlungen vorzunehmen. Der Bundesgerichtshof hatte 2016 einen Arzt freigesprochen, der sexuelle Beziehungen zu einer Patientin hatte. Die Patientin war bereits zuvor privat mit dem Arzt bekannt und war sowohl die Behandlung als auch die sexuellen Handlungen mit dem Ziel eingegangen, Zugang zu verschreibungspflichtigen Medikamenten zu erhalten.

### Rechtslage in den Vertragsstaaten des Europäischen Wirtschaftsraums und der Schweiz
Missbrauch unter Ausnutzung eines Beratungs-, Behandlungs- oder Betreuungsverhältnisses, also sexuelle Handlungen, die im Rahmen eines qualifizierten Behandlungsverhältnisses, zum Beispiel zwischen Ärztin bzw. Arzt oder Psychotherapeutin bzw. Psychotherapeut und Patientin bzw. Patient, vorgenommen werden, sind in allen Vertragsstaaten des Europäischen Wirtschaftsraums und der Schweiz strafbar, mit alleiniger Ausnahme von Luxemburg.

### Rechtslage in den Vereinigten Staaten von Amerika
Die Rechtslage in den USA unterscheidet sich insgesamt gravierend von derjenigen in Europa. Dort liegt das Schutzalter je nach Bundesstaat zwischen 16 und 18 Jahren.
Die Rechtsprechung in den Bundesstaaten ist nicht einheitlich. In vielen, jedoch nicht in allen Staaten gibt es zusätzliche Vorschriften, die bei Altersdifferenzen der Beteiligten von höchstens 2–5 Jahren (Utah: bis 10 Jahren) unter der Voraussetzung, dass die sexuellen Handlungen unter gegenseitigem Einverständnis vorgenommen wurden und alle beteiligten Personen mindestens 14–16 Jahren alt sind, keine oder nur geringe Bestrafungen vorsehen.
Es gab in der Vergangenheit allerdings spektakuläre Fälle, in denen aufgrund einer speziellen Rechtslage bzw. -auslegung sogar Minderjährige trotz offensichtlich vorhandenem gegenseitigem Einverständnis zu empfindlichen Gefängnisstrafen wegen „Missbrauchs“ verurteilt wurden bzw. werden sollten.

## Missbrauchsformen
- Vergewaltigung
- Sexuelle Nötigung
- Sexueller Missbrauch von Kindern im Schutzalter
- Sexueller Missbrauch von Schutzbefohlenen
- Rituelle Gewalt
- Kinderpornografie
- Exhibitionismus

Abzugrenzen ist der sexuelle Missbrauch von der sexuellen Belästigung, die, wenn sie ohne körperliche Berührung begangen wird, mitunter rechtswidrig, z. B. in arbeitsrechtlicher Hinsicht, aber (außer bei Exhibitionismus) nicht strafbar ist. Sexuelle Belästigung ist in vielen Unternehmen Kündigungsgrund. Wird die sexuelle Belästigung mittels körperlicher Berührung begangen, ist sie in Deutschland nach § 184i Strafgesetzbuch (Deutschland) strafbar (seit 10. November 2016), in Liechtenstein nach § 203 Strafgesetzbuch (Liechtenstein), in Österreich nach § 218 Strafgesetzbuch (Österreich) und in der Schweiz nach Art. 198 Strafgesetzbuch (Schweiz).

## Statistik

### Deutschland

Vom BKA erfasste Sexualstraftaten pro 100 tausend Einwohner in Deutschland. Sexuelle Belästigung ist seit 2017 eine Strafttat. Der Strafrahmen zur Verbreitung von Kinderpornografie wurde 2021 angepasst.

Im Berichtszeitraum 2024 wurden nach der Polizeilichen Kriminalstatistik des Bundeskriminalamtes im Bundesgebiet 127.775 Fälle von Straftaten gegen die sexuelle Selbstbestimmung erfasst. Darin enthalten sind 26.833 Fälle von sexuellem Missbrauch (§§ 176–176e, 182, 183, 183a StGB) und 13.320 Fälle von sexueller Nötigung und Vergewaltigung (§§ 177, 178 StGB). 16.354 der Straftaten waren Sexueller Missbrauch von Kindern (§§ 176–176e StGB). Die Aufklärungsquote lag 2024 insgesamt bei 83,1 %.
Im Bereich des sexuellen Missbrauchs zum Nachteil von Kindern geht die Bundesregierung von einer hohen Dunkelziffer aus. Laut der im Februar 2013 veröffentlichten Studie im Auftrag des Bundesfamilienministeriums Lebenssituation und Belastungen von Frauen mit Behinderung und Beeinträchtigung in Deutschland wurden sechs Prozent aller behinderten Frauen, die in deutschen Heimen betreut werden, sexuell missbraucht.
In den Fallzahlen sind dabei alle Fälle von Straftaten nach dem 13. Abschnitt des StGB erfasst. Dazu zählen auch die Verbreitung von pornographischen Schriften (§§ 184–184d), sowie Erregung öffentlichen Ärgernisses (§ 183a) und exhibitionistische Handlungen (§ 183).
Einfluss auf die Fallzahlen können neben der tatsächlichen Kriminalitätsänderung auch Änderungen des Strafrechts, des Anzeigeverhaltens, der statistische Erfassungsregeln, sowie die Intensität polizeilicher Kontrollen nehmen. So wurden von 2016 bis 2018 bestehende Straftatbestände geändert und neue geschaffen, was die Vergleichbarkeit der Daten deutlich erschwert. Nach Differenzierung aller anderen Sexualstraftaten von den angepassten Kategorien wird aus dem starken Anstieg der gesamten Zahlen eine minimale Veränderung.

Die Zahl der Sexualstraftaten in Deutschland wird seit 1987 in der Polizeilichen Kriminalstatistik erfasst.

Auch die Bewertung der vollständigen Historie der Daten der Polizeilichen Kriminalstatistik seit 1987 ist damit sehr komplex, was auch an der wachsenden Bevölkerung und der veränderten Altersstruktur liegt.
Die meisten Studien kommen zu dem Ergebnis, dass Täter sexueller Missbrauchshandlungen an Kindern überwiegend männlich sind. Der Anteil weiblicher Täter wird mit 1 bis 20 Prozent angegeben.

### Österreich
Laut der Beantwortung einer parlamentarischen Anfrage durch das Bundesministerium für Inneres wurden im Jahr 2009 in Österreich 3826 Sexualdelikte angezeigt. Das entspricht etwa einer Fallzahl von 45,8 pro 100.000 Einwohner. Die Aufklärungsquote für den Straftatbestand der Vergewaltigung (§ 201 öStGB) lag bei 78,3 %.
In der Polizeilichen Kriminalstatistik von Österreich wurde 2024 sexuelle Gewalt nicht eigenständig aufgeführt, sondern ist Teil der 85 374 Gewaltdelikte (Daten von 2023). Im letzten Sicherheitsbericht von 2022 gibt dageben noch detaillierte Angaben. So wurden dort insgesamt 5010 strafbare Handlungen gegen die sexuelle Integrität und Selbstbestimmung erfasst, davon 2529 Verbrechen und 2481 Vergehen.

### Schweiz
In der polizeilichen Kriminalstatistik der Schweiz für das Jahr 2024 sind 9386 Straftaten gegen die sexuelle Integrität erfasst. Die Aufklärungsquote lag in diesem Bereich bei 85,3 %. Im Einzelnen wurden 1073 Fälle von sexuellen Handlungen mit Kindern (Art. 187 chStGB), 743 Fälle sexueller Nötigung bzw. Übergriffe (Art. 189), 1086 Fälle der Vergewaltigung (Art. 190 chStGB), 253 Fälle des Missbrauchs einer urteilsunfähigen oder zum Widerstand unfähigen Person (Art. 191), 429 Fälle von Exhibitionismus (Art. 194), 3421 Fälle von Pornografie (Art. 197), 1613 Fälle der sexuellen Belästigung (Art. 198) sowie 768 Fälle übrige Straftaten gegen die sexuelle Integrität ermittelt.

## Folgen
Erfahrungen wie der sexuelle Missbrauch fügen den Opfern oft körperliche und seelische Schäden zu, die häufig zu langanhaltenden psychischen Störungen führen. Diese reichen von der Posttraumatischen Belastungsstörung (PTBS) und der Komplexen posttraumatischen Belastungsstörung (komplexe PTBS, K-PTBS) über nichtorganische Gedeihstörungen, Depressionen und Borderline-Persönlichkeitsstörung sowie im Falle einer Extremtraumatisierung zu dissoziativen Störungen bis hin zur dissoziativen Identitätsstörung. Die drei letztgenannten Störungen stehen besonders oft in engem Zusammenhang mit dem Erleiden von sexuellem Missbrauch im Kindheits- und Jugendalter. Die Folgen sexuellen Missbrauchs im Kontext einer Psychotherapie werden in einem eigenen Beschwerdenkomplex, dem Therapist-Patient-Sex-Syndrom, zusammengefasst, welches den Auswirkungen nach mit den Folgen sexuellen Missbrauchs von Kindern vergleichbar ist.
Nicht zu vernachlässigen sind auch die Auswirkungen, die der Missbrauch auf das soziale Umfeld des Opfers haben kann. So können insbesondere, aber nicht ausschließlich, Liebesbeziehungen (nicht zuletzt wegen möglicher sexueller Störungen) stark beeinträchtigt werden. Auch Probleme im Arbeitsleben als Folge von Konzentrationsstörungen im Kontext eines posttraumatischen Belastungssyndroms sind häufig anzutreffen.
Unter Anderen befasste sich der amerikanische Psychiater und Psychotherapeut Wayne Kritsberg mit der Weitergabe von Missbrauchs-, Gewalt- und Krankheitsmustern an die nachfolgende Generation.

## Falschverdächtigungen
Der Anteil von Falschverdächtigungen sexuellen Missbrauchs ist schwer zu erheben, belastbare empirische Daten gibt es zumindest für die Bundesrepublik nicht. Schätzungen für das Strafrecht bewegen sich etwa im Rahmen von 5 bis 8,5 Prozent. Es wird vermutet, dass der Anteil von Falschbeschuldigungen etwa im Rahmen der Anteile liegt, die bei vergleichbaren Delikten vorkommen. In familiengerichtlichen Verfahren sind Anschuldigungen sexuellen Missbrauchs nach einer Untersuchung von Detlef Busse, Max Steller und Renate Volbert an Berliner Familiengerichten (veröffentlicht 2000) generell relativ selten, seltener, als es die öffentliche Debatte nahelegt. In den 1990er Jahren fanden sie diese durchschnittlich in 3 Prozent der Verfahren und konnten keinen Anstieg feststellen. Allerdings waren solche Anschuldigungen in den wenigen Fällen, in denen sie erhoben wurden, sehr oft unspezifisch und nicht belegbar, oft gingen sie gar nicht in die Entscheidungen ein. Ob es sich um Falschbeschuldigungen handelte, konnten die Autoren nicht prüfen.
Ein 2003 in Die Zeit veröffentlichter umfangreicher Artikel von Sabine Rückert dokumentierte die Geschichte eines falschen Missbrauchsverdachts, der sich zwei Jahre später als unbegründet herausstellte. 2012 kam es zu einer höchstrichterlichen Entscheidung in einem familiengerichtlichen Verfahren um Trennungsunterhalt. Eine Mutter hatte gegen ihren in Trennung lebenden Ehemann „mutwillig, d. h. mindestens leichtfertig“ mehrere Strafanzeigen wegen sexueller Nötigung und sexuellen Missbrauchs der gemeinsamen Kinder erstattet, die sich als unberechtigt erwiesen, offenbar um das Sorgerecht für die Kinder zu erhalten. Das Oberlandesgericht Schleswig urteilte, damit habe sie ihr Recht auf Trennungsunterhalt verwirkt.
In den 1990er Jahren hat es in der Bundesrepublik Deutschland heftige Kontroversen zur statistischen Häufigkeit von sexuellem Missbrauch, zum öffentlichen Umgang mit dem Thema und zur justiziellen Bearbeitung gegeben, die unter dem Schlagwort Missbrauch mit dem Missbrauch bekannt sind. Zu den spektakulären juristischen Auseinandersetzungen zählen der Montessori-Prozess, die Wormser Prozesse und die Flachslanden-Prozesse. International erregte der Prozess um die Missbrauchsvorwürfe an der McMartin-Vorschule in den USA große Aufmerksamkeit.